# 23739 Kevin
23739 Kevin è un asteroide della fascia principale. Scoperto nel 1998, presenta un'orbita caratterizzata da un semiasse maggiore pari a 2,2274199 au e da un'eccentricità di 0,1710807, inclinata di 4,71329° rispetto all'eclittica.
L'asteroide è dedicato allo statunitense Kevin Schindler, responsabile della divulgazione all'Osservatorio Lowell.